# Gubernatorzy Togolandu

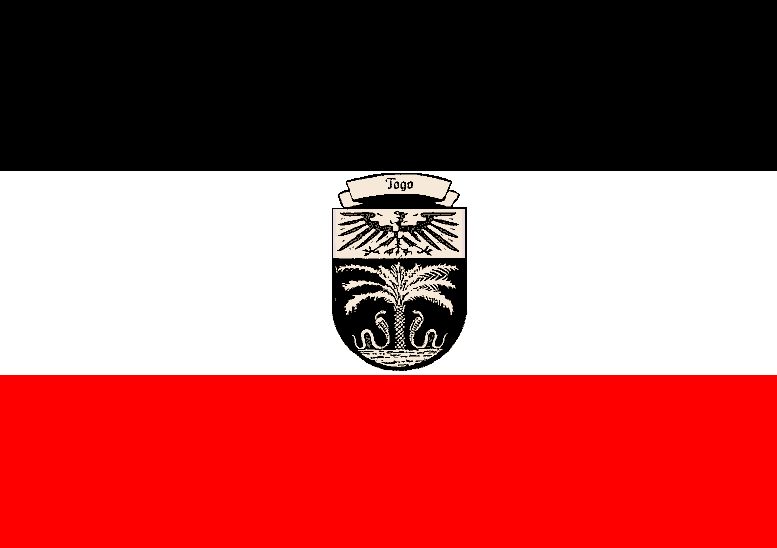
Flaga Togolandu

Gubernatorzy Togolandu byli najwyższymi przedstawicielami niemieckiej administracji w Togolandzie. Poniższa lista przedstawia gubernatorów Togolandu w okresie 1884–1914.
- Gustav Nachtigal (reichskomisarz Niemieckiej Afryki Zachodniej, 1884)
- Julius von Soden(inne języki) (nadkomisarz, 1884–1885)
- Ernst Falkenthal(inne języki) (kommisarz, 1885–1887)
- Jesko von Puttkamer(inne języki) (1887–1888)
- Eugen von Zimmerer(inne języki) (1888–1891)
- wakat (1891–1892)
- Jesko von Puttkamer(inne języki) (kommisarz, 1892–1895)
- August Köhler(inne języki) (1895–1898 komisarz, 1898–1902 gubernator)
- Waldemar Horn(inne języki) (1902–1903)
- Julius von Zech auf Neuhofen(inne języki) (komisarz, 1903–1905)

W 1905 r. zmieniono nazwę Togoland na Togo.
- Julius von Zech auf Neuhofen(inne języki) (1905–1910)
- Edmund Brückner(inne języki) (1910–1912)
- Adolf Friedrich von Mecklenburg-Schwerin (1912–1914)
- Hans-Georg von Doering(inne języki) (1914)